# Kettős adóztatás
A kettős adóztatás, illetve adózás (ha az adófizető szemszögéből nézzük) azt jelenti, hogy egy adóalany két államban is fizet adót ugyanazért a jövedelemért. Az adózó szempontjából ez egy hátrányos helyzet, emiatt sok állam a kettős adóztatás elkerüléséről szóló egyezményt köt. Az ilyen egyezmények mintájául általában az OECD kettős adóztatás elkerüléséről szóló modellegyezménye szolgál.
Az ilyen egyezmények egyedi feltételeket tartalmaznak, és külön szabályozzák, hogy egy adott jövedelemtípus (munkabér, kamatjövedelem, osztalék, jogdíj stb.) után melyik országban és milyen mértékben kell adózni. Tehát, nincs két egyforma egyezmény. Fontos tudni, hogy „adóügyi kérdésekben a tagállamok kormányai határoznak. Ők döntenek az adók mértékéről és azok emeléséről: az EU hatásköre nem terjed ki ezekre a kérdésekre”, de tiszteletben kell tartaniuk az Európai Unió működéséről szóló szerződést, különösen a 110-113. cikkelyeket.
A kettős adóztatáshoz kapcsolódik az adóelkerülés témaköre is. A 2013. június végén az észak-írországi G8 csúcstalálkozón a résztvevő államfők az ún. Lough Erne-i nyilatkozatban kifejezték szándékukat, hogy az adóelkerülés elleni harc jegyében az adóhivataloknak világszerte be kell kapcsolódniuk egy automatikus információcsere-mechanizmusba.

## A Magyarország általi szisztematikus kettős adóztatás
Magyarország adótörvényi rendszere a világon egyedülálló, hiszen egy módosítást követően az 1995. évi CXVII. törvény 3.§-a 2. pontjának a) bekezdése minden magyar állampolgárt adóügyileg belföldivé nyilvánított - még akkor is ha az külföldön letelepedett. Ez alól egyetlen kivételt azok a kettős állampolgárok képeznek, akiknek egyidejűleg nincs Magyarországon bejelentett lakcíme.
A gyakorlatban ez annyit jelent, hogy Magyarország kettős adóztatást alkalmaz minden olyan magyar állampolgárral szemben, akinek a jövedelme nem egyezményes országból származik - ez a világ nagy részét, hozzávetőlegesen 123 államot és területet takar. Ezzel a politikával Magyarország egyedülálló az egész világon.

### Hasonló rendszerek más államokban
Habár van még két másik állam amely szisztematikusan megadóztatja külföldön élő állampolgárait (az Egyesült Államok és Eritrea), ez a gyakorlatban mindkét esetben lényegesen különbözik a magyar rendszertől:
- a Foreign Earned Income Exclusion szerint az Egyesült Államok nem adóztatja meg a külföldön szerzett első 105 900 amerikai dollárt (29,3 millió forint) évente
- habár Eritrea kivet egy 2%-os adót a külföldön élő állampolgáraira, ennek behajtása nehézkes, hiszen a legtöbb külföldön élő eritreai menekült, továbbá az Egyesült Nemzetek Biztonsági Tanácsa nyilatkozatban ítélte el ezt a fajta adóztatást
A fenti két országgal szemben Magyarországon az Szja mértéke 15%, mely egyéb járulékokkal együtt átlagosan 33,5%-os effektív adót jelent, továbbá a szerzett jövedelem már az első forinttól adóköteles – ez egyedi Európában.

## Kettős adózás a török hódoltság korában
A mohácsi csata (1526) után a Magyar Királyság egy része török megszállás alá került. A peremvidékeken ekkor alakult ki az sajátos adózás, mely egyedülálló volt mind a Balkánhoz, mind az ázsiai török peremterületekhez képest. „Az Oszmán Birodalomnak nálunk soha nem sikerült szert tenni abszolút hegemóniára, még az elfoglalt országrészen belül is osztozkodni kényszerült - közigazgatási, bíráskodási, adózási téren egyaránt - a magyar állammal, a nemesi vármegyékkel, a földesurakkal. A királyi Magyarország a hódolt terület lakosságát felmentette a kapu- ill. a hadiadó felének fizetése alól, de - s ez a lényeg - nem mondott le róla teljesen. Ezek beszedését a magyar földbirtokosok fegyveres adóbeszedőire bízták (a Szerémséget kivéve, ez ugyanis a természeti akadályok miatt szinte megközelíthetetlen volt). Ezzel egyidőben a települések adófizető lakosai pénzzel és terménnyel szolgáltak a földesuruknak, a kapuadót, évi 1 magyar forintot, ill. a harádzsot pénzben fizették. Jelentős teher volt az egész hódoltságra kiterjedő állami robot is, s a különböző csúszópénz. A kettős adóztatás kialakulásának legfőbb oka az volt, hogy a török nem tudta az egész Magyarországot elfoglalni.” Ez az állapot 1686–1699-ig tartott, amikor Magyarországról kiűzték a törököket. (Lásd még: Buda visszafoglalása.)

## Magyarország kettős adóztatás elkerüléséről szóló egyezményei
A következő táblázat a 2013. július 28-i állapotot tükrözi. Eszerint, Magyarországnak 73 állammal volt ilyen egyezménye.
| Ország                               | Aláírás                                 | Kihirdetés                              | Alkalmazás                              |
| ------------------------------------ | --------------------------------------- | --------------------------------------- | --------------------------------------- |
| Albánia                              | 1992.XI.14.                             | 1996: XCI. tv.                          | 1996.I.1.                               |
| Ausztrália                           | 1990.XI.29.                             | 1993: XXXVI. tv.                        | 1993.I.1.                               |
| Ausztria (hagyaték, öröklés)         | 1975.II.25.                             | 1976. évi 1. tvr.                       | 1977.I.1.                               |
| Ausztria                             | 1975.II.25.                             | 1976. évi 2. tvr.                       | 1976.I.1.                               |
| Azerbajdzsán                         | 2008.II.18.                             | 2008: LXXXIX. tv.                       | 2009.I.1.                               |
| Belgium                              | 1982.VII.19.                            | 20/1984. (IV. 18.) MT r.                | 1985.I.1.                               |
| Fehéroroszország                     | 2002.II.19.                             | 2004: CXII. tv.                         | 2005.I.1.                               |
| Bosznia és Hercegovina               | a régi jugoszláv egyezmény alkalmazandó | a régi jugoszláv egyezmény alkalmazandó | a régi jugoszláv egyezmény alkalmazandó |
| Brazília                             | 1986.VII.20.                            | 1992: XXVII. tv.                        | 1991.I.1.                               |
| Bulgária                             | 1994.VI.8.                              | 1996: XCII. tv.                         | 1996.I.1.                               |
| Ciprus                               | 1981.XI.30.                             | 82/1982. (XII. 29.) MT r.               | 1983.I.1.                               |
| Csehország                           | 1993.I.14.                              | 1996: XCIII. tv.                        | 1995.I.1.                               |
| Dánia                                | 2011.IV.27.                             | 2011: LXXXIII. tv.                      | 2012.VII.19.                            |
| Dél-afrikai Köztársaság              | 1994.III.4.                             | 1999: VII. tv.                          | 1997.I.1.                               |
| Egyiptom                             | 1991.XI.5.                              | 1995: XVII. tv.                         | 1995.I.1.                               |
| Észtország                           | 2002.IX.11.                             | 2004: CXXVIII. tv.                      | 2005.I.1.                               |
| Finnország                           | 1978.X.25.                              | 66/1981. (XII. 16.) MT r.               | 1982.I.1.                               |
| Franciaország                        | 1980.IV.28.                             | 65/1981. (XII. 16.) MT r.               | 1982.I.1.                               |
| Fülöp-szigetek                       | 1997.VI.13.                             | 2000: XVII. tv.                         | 1998.I.1.                               |
| Grúzia                               | 1997.VI.13.                             | 2012. évi XIV. tv.                      | 2012.V.13.                              |
| Görögország                          | 1983.V.25.                              | 33/1985. (VII. 1.) MT r.                | 1986.I.1.                               |
| Hollandia                            | 1986.VI.5.                              | 10/1988. (III. 10.) MT r.               | 1988.I.1.                               |
| Hongkong                             | 2010.V.12.                              | 2010: CXXIX. tv.                        | 2012.I.1.                               |
| Horvátország                         | 1996.VIII.30.                           | 2000: XVIII. tv.                        | 1999.I.1.                               |
| India                                | 2003.XI.3.                              | 2005: CXLIV. tv.                        | 2006.I.1.                               |
| Indonézia                            | 1989.X.19.                              | 1999: X. tv.                            | 1994.I.1.                               |
| Írország                             | 1995.IV.25.                             | 1999: XI. tv.                           | 1997.I.1.                               |
| Izland                               | 2005.XI.23.                             | 2005: CXLV. tv.                         | 2007.I.1.                               |
| Izrael                               | 1991.V.14.                              | 1993: LXIII. tv.                        | 1993.I.1.                               |
| Japán                                | 1980.II.13.                             | 1980. évi 18. tvr.                      | 1981.I.1.                               |
| Jugoszlávia (régi)                   | 1985.X.17.                              | 1988. évi 6. tvr.                       | Bosznia és Hercegovina viszonylatában   |
| Kanada                               | 1992.IV.15.                             | 1995: XVI. tv.                          | 1995.I.1.                               |
| Kanada (módosító jegyzőkönyv)        | 1994.V.3.                               | 1999: XII. tv.                          | 1997.I.1.                               |
| Katar                                | 2012.I.18.                              | 2012. évi XV. tv.                       | 2012.IV.21.                             |
| Kazahsztán                           | 1994.XII.7.                             | 1999: XIV. tv.                          | 1997.I.1.                               |
| Kína                                 | 1992.VI.17.                             | 1999: XV. tv.                           | 1995.I.1.                               |
| Koreai Köztársaság                   | 1989.III.29.                            | 1992: XXVIII. tv.                       | 1991.I.1.                               |
| Kuvait                               | 1994.I.17.                              | 1999: XVI. tv.                          | 1995.I.1.                               |
| Kuvait (módosító jegyzőkönyv)        | 2001.XII.9.                             | 2003: LXX. tv.                          | 2003.I.1.                               |
| Lengyelország (öröklés)              | 1928.V.12.                              | 1931. évi XXVII. tv.                    | 1931.VII.22.                            |
| Lengyelország                        | 1992.IX.23.                             | 1996: XCV. tv.                          | 1996.I.1.                               |
| Lengyelország (módosító jegyzőkönyv) | 2000.VI.27.                             | 2002: XXVII. tv.                        | 2002.IX.1.                              |
| Lettország                           | 2004.V.14.                              | 2004: CXXX. tv.                         | 2005.I.1.                               |
| Litvánia                             | 2004.V.12.                              | 2004: CXXIX. tv.                        | 2005.I.1.                               |
| Luxemburg                            | 1990.I.15.                              | 1990: XCV. tv.                          | 1990.I.1.                               |
| Macedónia                            | 2001.IV.13.                             | 2002: XXXV. tv.                         | 2003.I.1.                               |
| Malajzia                             | 1989.V.22.                              | 1993: LX. tv.                           | 1993.I.1.                               |
| Málta                                | 1991.VIII.6.                            | 1993: LXVII. tv.                        | 1993.I.1.                               |
| Marokkó                              | 1991.XII.12.                            | 2002: VIII. tv.                         | 2000.I.1.                               |
| Mexikó                               | 2011.VI.24.                             | 2011: CXLV. tv.                         | 2011.XII.31.                            |
| Moldova                              | 1995.IV.19.                             | 1999: XVIII. tv.                        | 1997.I.1.                               |
| Mongólia                             | 1994.IX.13.                             | 2000: LXXXII. tv.                       | 1999.I.1.                               |
| Nagy-Britannia és Észak-Írország     | 2011.IX.7.                              | 2011. évi CXLIV. tv                     | 2011.XII.28.                            |
| Németország                          | 2011.II.28.                             | 2011: LXXXIV. tv.                       | 2011.XII.30.                            |
| Norvégia                             | 1980.X.21.                              | 67/1981. (XII. 16.) MT r.               | 1982.I.1.                               |
| Olaszország                          | 1977.V.16.                              | 53/1980. (XII. 22.) MT r.               | 1981.I.1.                               |
| Oroszországi Föderáció               | 1994.IV.1.                              | 1999: XXI. tv.                          | 1998.I.1.                               |
| Örményország                         | 2009.XI.09.                             | 2010: X. tv.                            | 2011.I.1.                               |
| Pakisztán                            | 1992.II.24.                             | 1996: II. tv.                           | 1995.I.1.                               |
| Portugália                           | 1995.V.16.                              | 2000: XIX. tv.                          | 2000.I.1.                               |
| Románia (öröklés)                    | 1948.VIII.28.                           | 1949. évi 16. tvr.                      | 1950.I.1.                               |
| Románia (új)                         | 1993.IX.16.                             | 1996: XCIX. tv.                         | 1996.I.1.                               |
| San Marino                           | 2009.IX.15.                             | 2010: CXXXII. tv.                       | 2011.I.1.                               |
| Szerbia és Montenegró (Jugoszlávia)  | 2001.VI.20.                             | 2003: XXV. tv.                          | 2003.I.1.                               |
| Szingapúr                            | 1997.IV.17.                             | 2000: XXI. tv.                          | 1999.I.1.                               |
| Szlovákia                            | 1994.VIII.5.                            | 1996: C. tv.                            | 1996.I.1.                               |
| Szlovénia                            | 2004.VIII.26.                           | 2005: CXLVI. tv.                        | 2006.I.1.                               |
| Spanyolország                        | 1984.VII.9.                             | 12/1988. (III. 10.) MT r.               | 1988.I.1.                               |
| Svájc                                | 1981.IV.9.                              | 1982. évi 23. tvr.                      | 1983.I.1.                               |
| Svédország (öröklés)                 | 1936.XI.20.                             | 1937. évi XXVI. tc.                     | alkalmazandó                            |
| Svédország (új)                      | 1981.X.12.                              | 55/1982. (X. 22.) MT r.                 | 1983.I.1.                               |
| Tajpej                               | 2010.IV.19.                             | 2010: CXXXIII. tv.                      | 2011.I.1.                               |
| Thaiföld                             | 1989.V.18.                              | 13/1990. (VII. 25.) Korm. r.            | 1990.I.1.                               |
| Törökország                          | 1993.III.10.                            | 1996: CI. tv.                           | 1996.I.1.                               |
| Tunézia                              | 1992.X.22.                              | 1999: XXVIII. tv.                       | 1998.I.1.                               |
| Ukrajna                              | 1995.V.19.                              | 1999: XXX. tv.                          | 1997.I.1.                               |
| Uruguay                              | 1988.X.25.                              | 1999: XXXI. tv.                         | 1996.I.1.                               |
| Üzbegisztán                          | 2008.IV.17.                             | 2008: XC. tv.                           | 2010.I.1.                               |
| USA                                  | 1979.II.12.                             | 49/1979. (XII. 6.) MT r.                | 1980.I.1.                               |
| USA (új)                             | 2010.II.04.                             | 2010: XXII. tv.                         |                                         |
| Vietnám                              | 1994.VIII.26.                           | 1996: CII. tv.                          | 1996.I.1.                               |

## Külső hivatkozások
- Bajban vannak, akik külföldön titkolnák el jövedelmüket - a hvg.hu 2012. augusztus 8-i cikke.